# Possotomè
Possotomè est l'un des sept arrondissements de la commune de Bopa dans le département du Mono au Bénin. L'eau minérale de possotomé doit son nom à la localité.

## Géographie

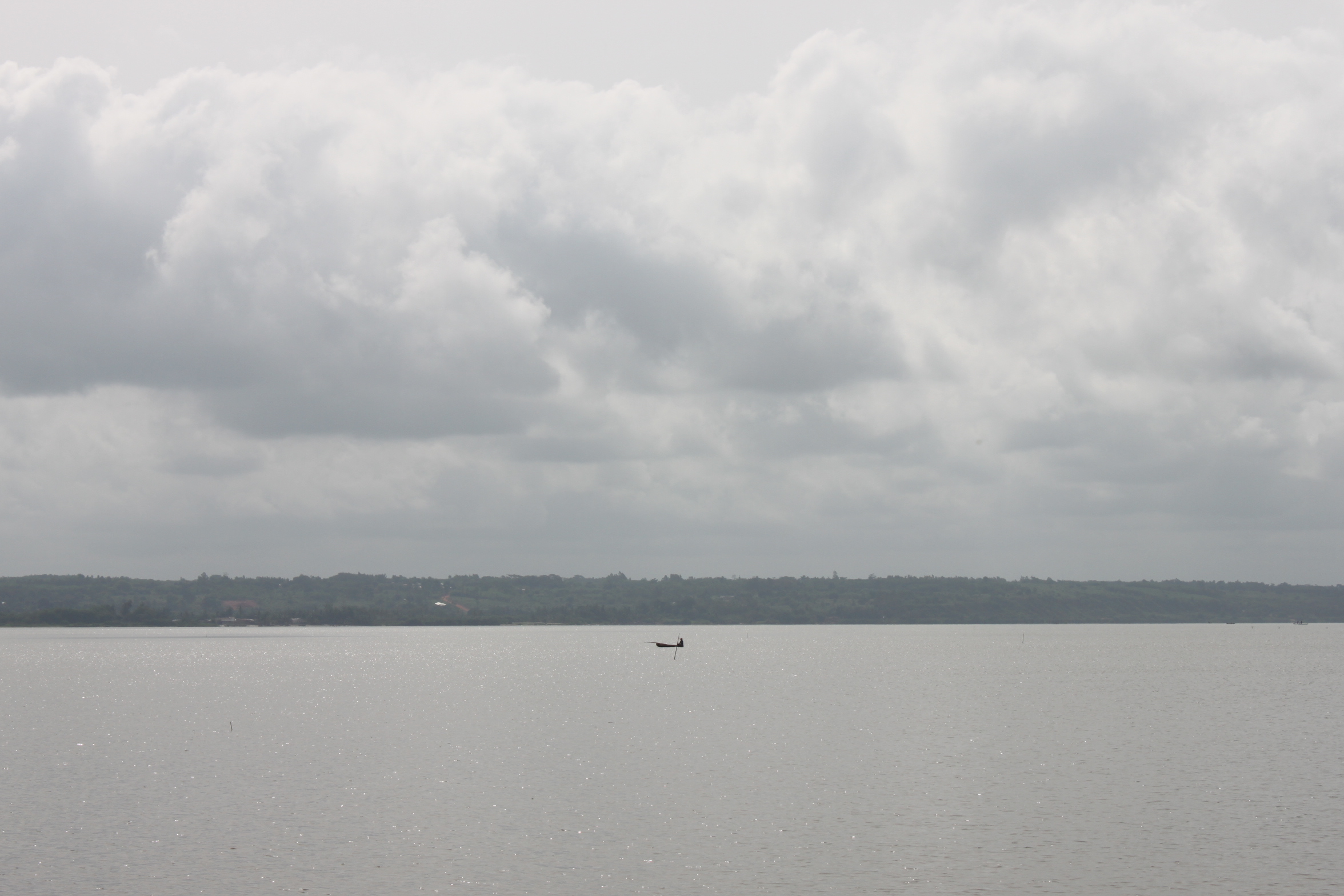
Pirogue sur le lac Ahémé.

Possotomè est situé au bord du lac Ahémé, au sud-ouest du Bénin, et compte 7 villages que sont Akokponawa, Ouassa Kpodji, Ouassa Tokpa, Ouocome, Possotomè, Sehomi-Dato et Sehomi Kogbome.

## Démographie
Selon le recensement de la population de 2013 conduit par l'Institut national de la statistique et de l'analyse économique (INSAE), Possotomè compte 7 782 habitants  .

## Source thermale et tourisme

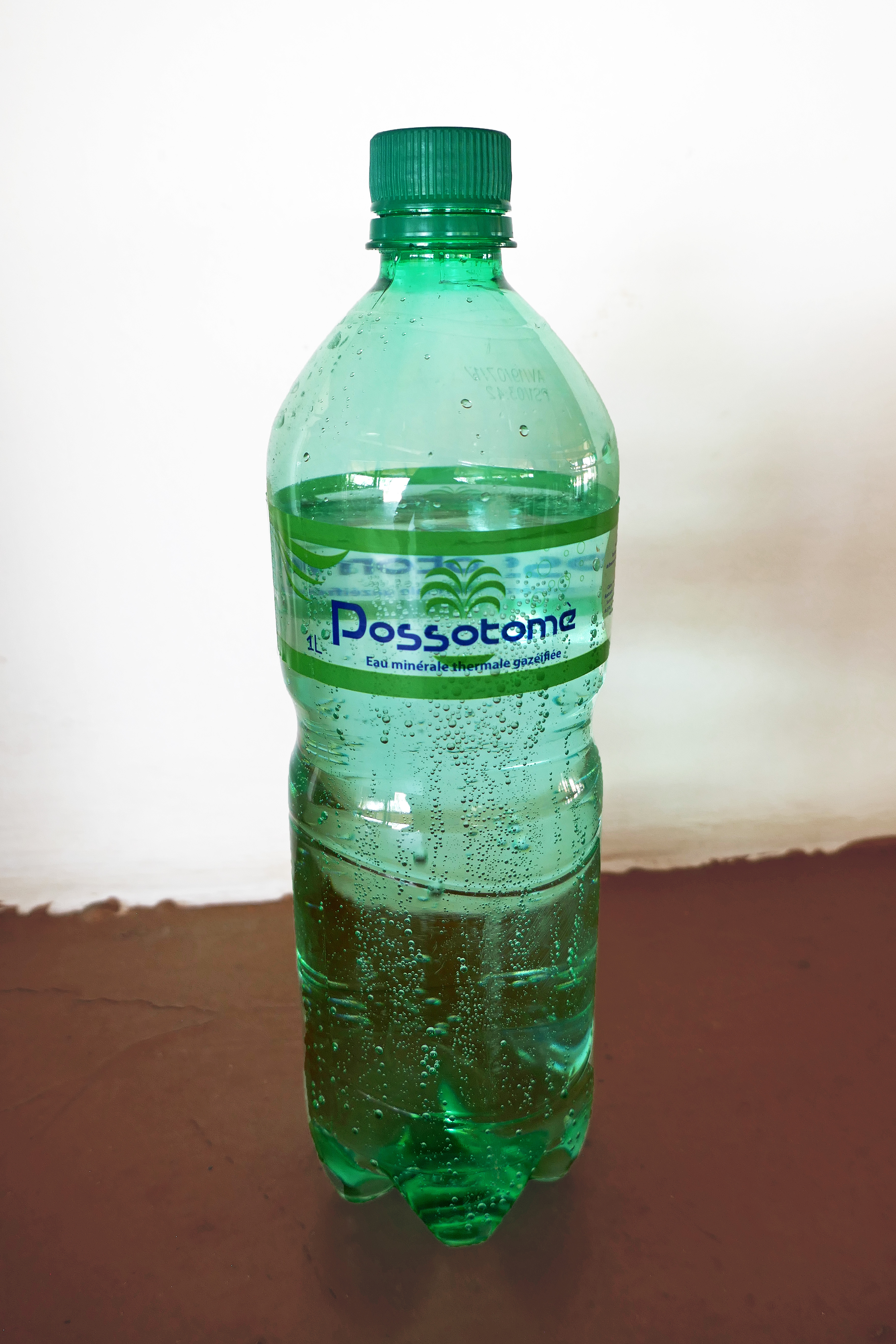
Eau minérale.
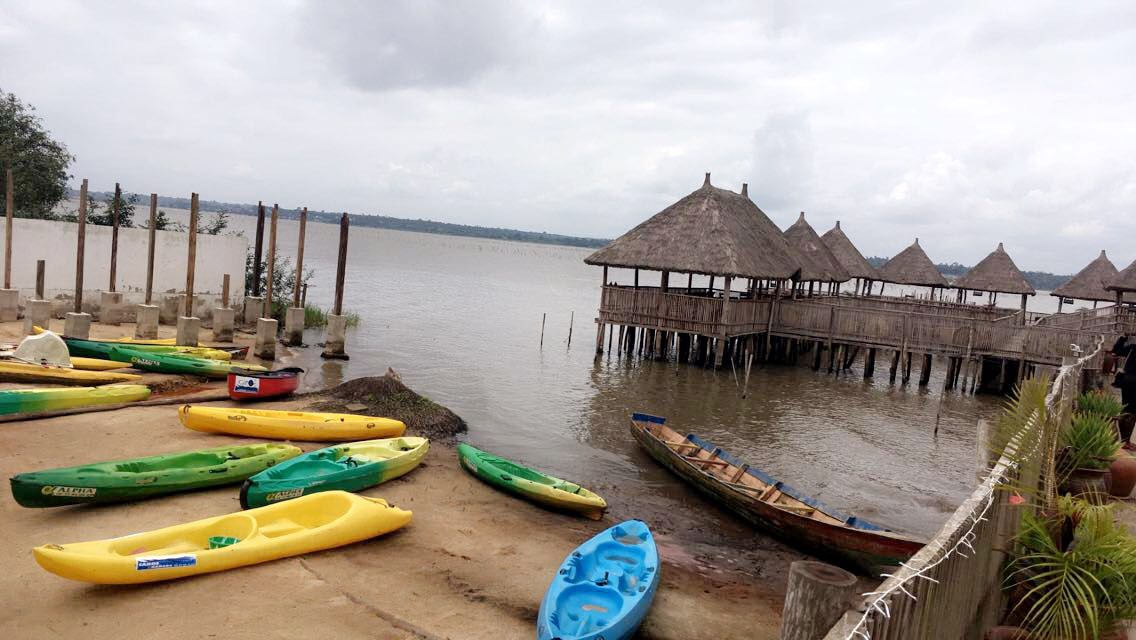
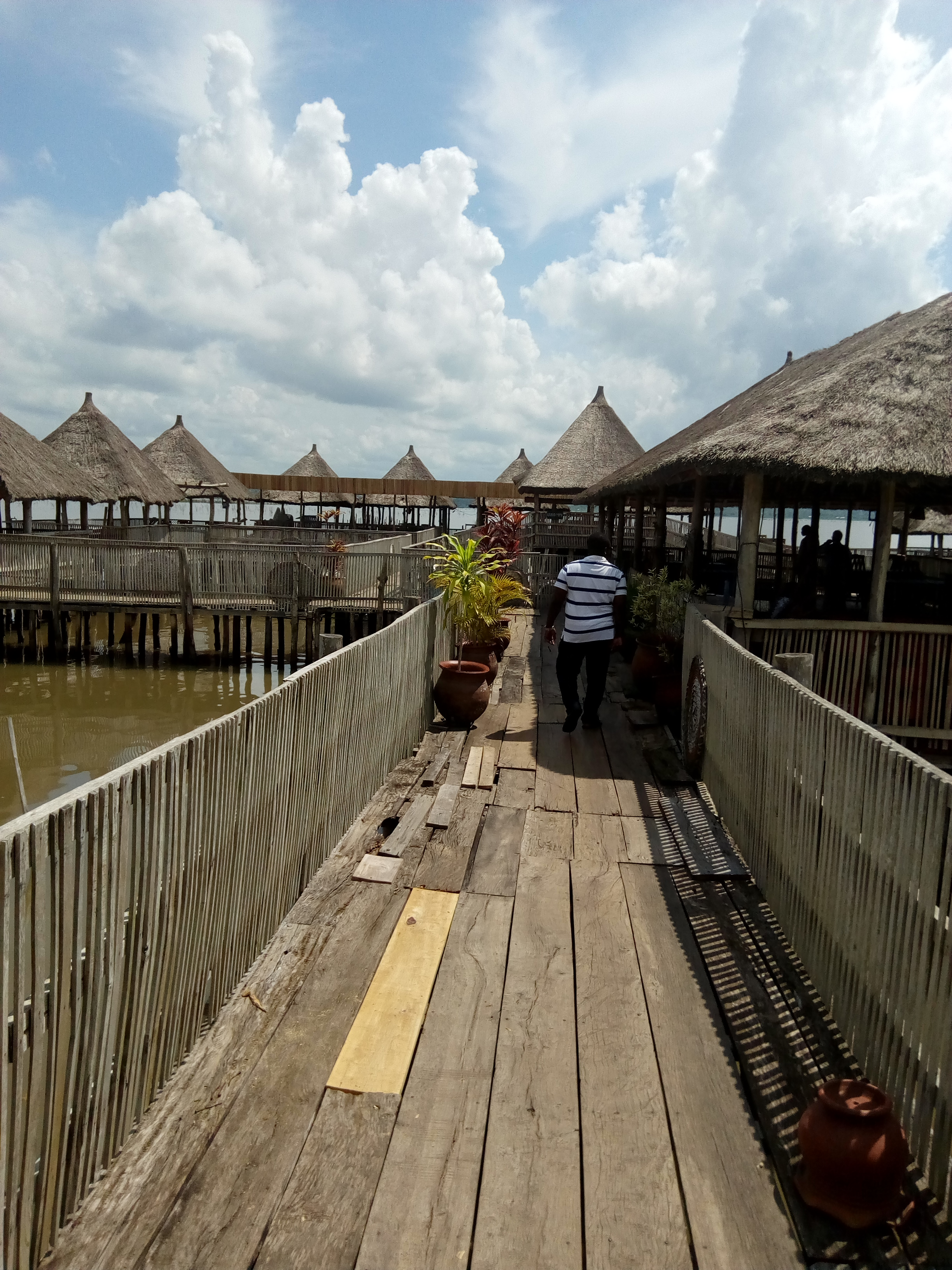
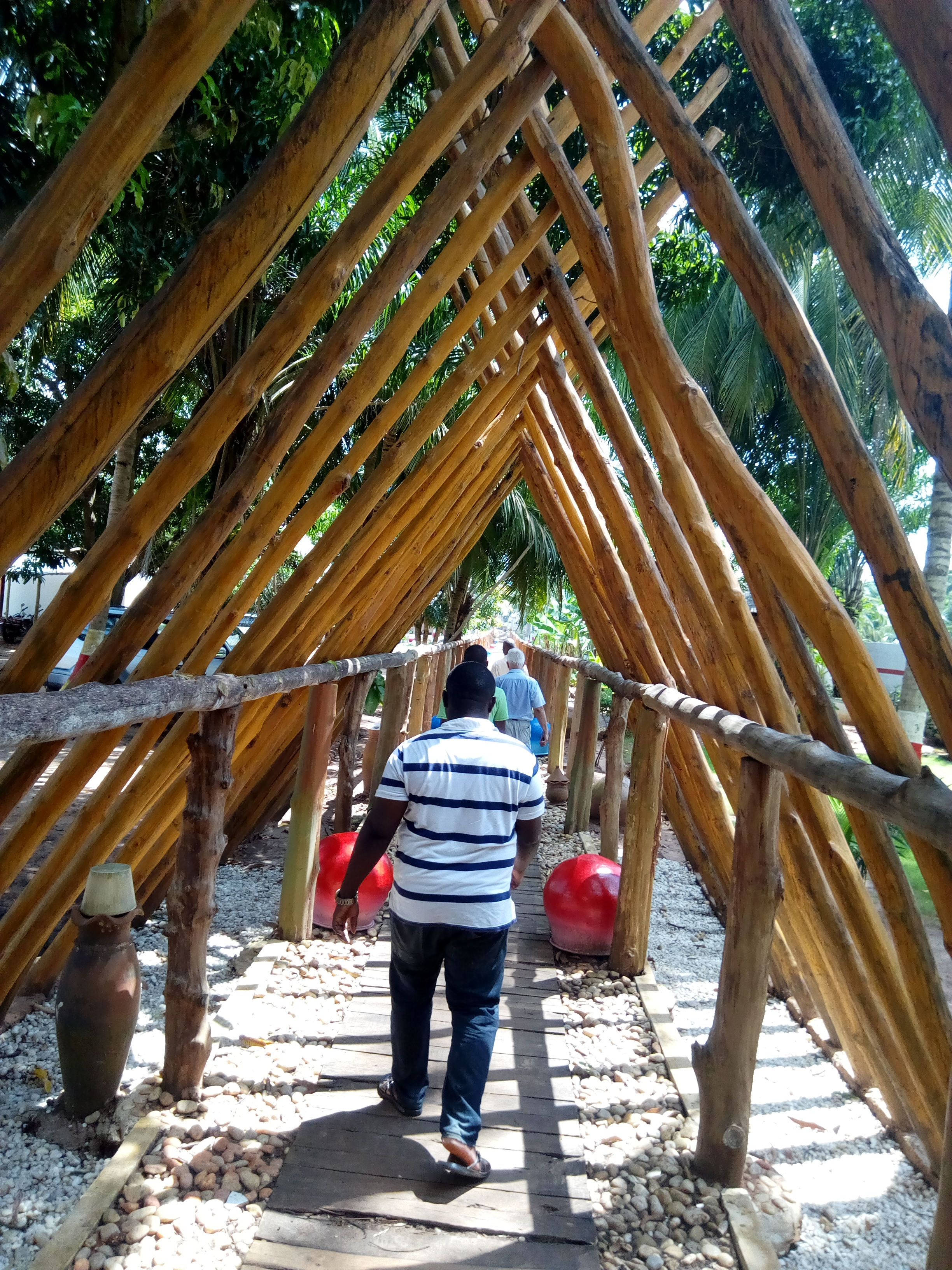